# Chloe Greenfield
Chloe Linnea Ayla Greenfield (Bloomfield Hills, 7 juli 1995) is een voormalig Amerikaanse jeugdactrice.

## Biografie
Greenfield werd geboren in Bloomfield Hills in een gezin van twee kinderen, en doorliep de highschool aan de Andover High School aldaar. 
Greenfield begon in 2002 als jeugdactrice in de film 8 Mile, zij is vooral bekend van haar rol als Sarah Riley in de televisieserie ER waar zij in 24 afleveringen speelde (2006-2009). Voor deze rol werd zij in 2008 genomineerd voor een Young Artist Award in de categorie Beste Optreden in een Televisieserie in een Terugkerende Rol.

## Filmografie

### Films
Uitgezonderd korte films.
- 2006 Project 313 – als Dana
- 2002 8 Mile – als Lily Smith

### Televisieserie
- 2006-2009 ER – als Sarah Riley – 24 afl.